# Escudo de la ciudad de Córdoba (Argentina)

Escudo de la ciudad.

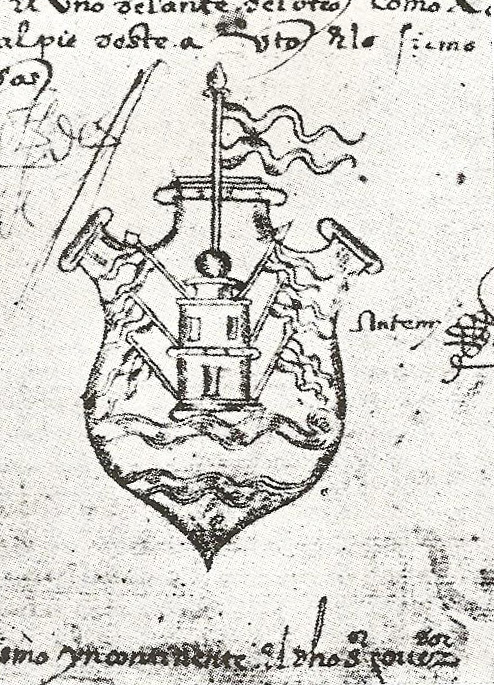
Escudo original, creado aparentemente por el escribano Francisco de Torres en 1573.

El escudo de la ciudad de Córdoba es la insignia oficial que utiliza la municipalidad desde 1955. Habría sido obra del escribano Francisco de Torres, miembro de la expedición que acompañaba a Jerónimo Luis de Cabrera. Aparece por primera vez el 6 de julio de 1573 en el acta fundacional.
Como durante mucho tiempo la jurisdicción del Cabildo de la ciudad de Córdoba se solapó con áreas que hoy corresponden a la bastante extensa provincia argentina de Córdoba ambas jurisdicciones hoy tienen escudos muy similares ya que derivan de un mismo diseño original. Por decreto que lleva la fecha del 9 de junio de 1955, la Municipalidad de Córdoba adoptó oficialmente el escudo que respeta con fidelidad los lineamientos del escudo original de 1573.
Las diferencias principales respecto al escudo de la argentina provincia de Córdoba están en la forma del torreón central (sin tres almenas sino con una esfera en la cumbre), el color o esmalte de fondo (en el escudo de la ciudad es oro, en el de la provincia con dos bandas azures o azules que evocan, de "arriba abajo -en este caso tal conveción "arriba" "abajo" significa a la tradicional: de norte a sur- a los ríos Primero y Segundo) y en la disposición del mástil con la bandera superior: mientras que en el de la provincia el mástil y la bandera superior se encuentran inscriptos dentro del cuerpo o silueta del escudo; en el escudo de la ciudad (fiel en esto al diseño original) tal mástil con su bandera exceden a la silueta del escudo y resultan ser timbre: una Bandera Nacional de dos puntas, asta de oro, cuyo hierro de color natural surge del interior del escudo y se apoya en la esfera de la torre del castillo, la esfera que se ubica destacada, en heráldica, casi siempre representa al orbe (ya sea al mundo o ya sea al Universo).

## Características técnicas
El escudo de la ciudad debe ser en campo de oro, un castillo redondo de piedra de su color, con una sola torre y sin almenas, sobre dos ríos caudales de azul oscuro y, a cada lado del castillo, tres banderas nacionales de dos puntas. A manera de timbre, una Bandera Nacional  de dos puntas, asta de oro, cuyo hierro de color natural surge del interior del escudo y se apoya en la esfera de la torre del castillo, la esfera que se ubica destacada, en heráldica, casi siempre representa al orbe (ya sea al mundo o ya sea al Universo), en total suman siete banderas siendo el siete  tradicionalmente el símbolo numérico la Creación.
El Arco de Córdoba tiene dos torreones similares a los del escudo.